# إتش تي سي إيفو ثري دي
جوال إتش تي سي إيفو ثري دي (بالإنجليزية: HTC Evo 3D)‏ هو هاتف ذكي يعمل بنظام أندرويد تنتجه إتش تي سي.

## الخصائص
- الحجم: 66 × 127 × 11.9 ملم
- الوزن: 170.1 غ
- الشاشة: تقنية العرض LCD 3D
- دقة العرض: 540 × 960
- نظام التشغيل: جوجل أندرويد 2.3
- سرعة المعالج: 1.2 جيجا
- ذاكرة الرام: 1 جيجا
- الذاكرة الداخلية: 4 جيجا والخارجية 32 جيجا
- مواصفات أخرى: بلوتوث الإصدار الثالث، إصدار اليو إس بي الثاني، واي فاي إن.